# Ragundasjön
Ragundasjön var en 25 kilometer lang og smal sø som eksisterede frem til natten mellem den 6. og 7. juni 1796. Søen lå i det østlige Jämtland under Indalsälvens forløb, hvor man forenklet kan sige, at Hammarstrand i Ragunda kommun kunne have været søens midtpunkt.
Natten mellem den 6. og 7. juni 1796 tømtes hele Ragundasjön for alt sit vand, cirka 300 millioner kubikmeter, på bare fire timer.
Årsagen til en af Sveriges største menneskeskabte katastrofer gennem tiden var, at Magnus Huss, også kaldet Vildhussen, ville skabe en tømmerrende forbi det 35 meter høje vandfald Storforsen (Gedungsen). Projektet mislykkedes fuldstændigt, da den bæk som han havde gravet gennem en grusås, blev skyllet væk under en forårsoversvømmelse, og dermed førte hele Ragundasjöns indhold væk. En enorm bølge stormede gennem den nedre del af Indalsälven, og ødelagde alt på sin vej. Underligt nok omkom ingen mennesker.
Da morgenen gryede den 7. juni 1796 fandtes der, foruden det at søen var tømt, tre andre forandringer:
1. Det 35 meter høje vandfald Storforsen, også kaldet Gedungsen, var stilnet og blevet til Döda fallet.
2. Et nyt vandfald, Hammarforsen i nærheden af Hammarstrand, cirka 10 kilometer opstrøms, var opstået.
3. De sedimenter og jordmasser som spuledes væk med Indalsälven aflejredes i flodens munding nord for Sundsvall og dannet deltaet i Midlanda, hvor i øvrigt Sundsvalls flyveplads nu findes.